# Раде Кончар (син)
Раде Кончар (Загреб, 4. март 1942 — Београд, 1. новембар 1989) био је адвокат, друштвено-политички радник СР Србије.

## Биографија
Рођен је 4. марта 1942. године у Загребу. Био је син народних хероја Радета и Драгице Кончар. Његовог оца, који је у тренутку његовог рођења био у затвору, стрељали су италијански фашисти 22. маја у Шибенику, а мајку су му ухапсиле и убиле усташе 21. августа исте године у Загребу. Подигла га је јеврејска породица Саили, Јосипа и Драгутин, чланови КПЈ. Јосипа га је до завршетка рата облачила у девојчицу јер му је била уцењена глава. Наиме фашисти су желели да искорене породицу Кончар и расписали су тералицу на Радета с расписаном наградом од 100.000 златних куна.
После рата је завршио и дипломирао на Правном факултету, а вршио је многе функције у СФР Југославији. Члан Савеза комуниста Југославије постао је 1958. године. Био је официр на броду ЈЛП у Ријеци од 1960. до 1963. године.
Међу осталим, био је председник Општинског комитета Савеза омладине, два пута председник Општинског комитета СК Нови Београд, члан Градског комитета СК, одборник Скупштине општине Нови Београд и посланик Републичког већа Скупштине СР Србије.
Радио је и у привреди као директор „Југоброда“, а после тога је прешао у адвокатуру.
Умро је изненада 1. новембра 1989. године у Београду, у 47. години живота.